# Hanging by a Thread
Pour plus de détails, voir Fiche technique et Distribution.
Hanging by a Thread est un téléfilm américain réalisé par Georg Fenady et diffusé le 8 mai 1979 à la télévision sur NBC.

## Synopsis
Un groupe d'amis est piégé dans un téléphérique en panne au dessus d'un ravin alors qu'un terrible orage se prépare. Le personnel et les autorités font leur possible pour sauver la vie des passagers.

## Fiche technique
- Titre original : Hanging by a Thread
- Réalisation : Georg Fenady
- Scénario : Adrian Spies
- Direction artistique : Duane Alt
- Montage : Jamie Caylor
- Directeur de la photographie : John M. Nickolaus Jr.
- Musique : Richard LaSalle
- Distribution : Jack Baur
- Création des costumes : Paul Zastupnevich
- Producteur : Irwin Allen
- Compagnies de production : Warner Bros Television - Irwin Allen Productions
- Pays de production :  États-Unis
- Format : couleurs - 35 mm - son mono - 1.33 plein écran
- Genre : science-fiction
- Durée : 190 minutes
- Dates de sortie : États-Unis : 8 mai 1979

## Distribution
- Sam Groom : Paul Craig
- Patty Duke : Sue Grainger
- Joyce Bulifant : Anita Minton
- Oliver Clark : Eddie Minton
- Bert Convy : Alan Durant
- Burr DeBenning : Jim Grainger
- Peter Donat : Monsieur Durant
- Donna Mills : Ellen Craig
- Cameron Mitchell : Lawton
- Roger Perry : Mitchell
- Michael Sharrett (en) : Tommy Craig
- Ted Gehring : Jim Croft
- Lonny Chapman : Charles Minton
- Jacquelyn Hyde : Madame Durant
- Brendon Boone : Marty
- Steve Marlo : Turk
- Elizabeth Rogers : Maggie Porter
- Paul Fix : Rogers
- Deanna Lund : Madame Martin